# IC 50
IC 50 ist eine elliptische Galaxie vom Hubble-Typ E0 im Sternbild Walfisch südlich des Himmelsäquators. Sie ist schätzungsweise 272 Millionen Lichtjahre von der Milchstraße entfernt und hat einen Durchmesser von etwa 55.000 Lichtjahren.
Das Objekt wurde am 27. September 1892 vom französischen Astronomen Stéphane Javelle entdeckt.